# Episodi di The Drew Carey Show (terza stagione)
La terza stagione della serie televisiva The Drew Carey Show è stata trasmessa in anteprima negli Stati Uniti d'America dalla ABC tra il 23 settembre 1997 e il 20 maggio 1998.
| nº | Titolo originale                              | Titolo italiano | Prima TV USA      | Prima TV Italia |
| -- | --------------------------------------------- | --------------- | ----------------- | --------------- |
| 1  | Drew vs. Billboard                            |                 | 23 settembre 1997 | inedito         |
| 2  | Drew and the Singles Union                    |                 | 24 settembre 1997 | inedito         |
| 3  | Strange Bedfellows                            |                 | 1º ottobre 1997   | inedito         |
| 4  | Misery Loves Mimi                             |                 | 8 ottobre 1997    | inedito         |
| 5  | A Very, Very, Very Fine House                 |                 | 15 ottobre 1997   | inedito         |
| 6  | Drew vs. the Pig                              |                 | 29 ottobre 1997   | inedito         |
| 7  | Batmobile                                     |                 | 5 novembre 1997   | inedito         |
| 8  | The Dog and Pony Show                         |                 | 12 novembre 1997  | inedito         |
| 9  | Drew's Brother                                |                 | 19 novembre 1997  | inedito         |
| 10 | That Thing You Don't                          |                 | 26 novembre 1997  | inedito         |
| 11 | Volunteer                                     |                 | 3 dicembre 1997   | inedito         |
| 12 | Vacation                                      |                 | 17 dicembre 1997  | inedito         |
| 13 | Howdy Neighbor                                |                 | 7 gennaio 1998    | inedito         |
| 14 | He Harassed Me, He Harassed Me Not            |                 | 14 gennaio 1998   | inedito         |
| 15 | Mr. Louder's Birthday Party                   |                 | 28 gennaio 1998   | inedito         |
| 16 | The Salon                                     |                 | 4 febbraio 1998   | inedito         |
| 17 | The Engagement                                |                 | 11 febbraio 1998  | inedito         |
| 18 | Nicki's Parents                               |                 | 25 febbraio 1998  | inedito         |
| 19 | Two Weddings and a Funeral for a Refrigerator |                 | 4 marzo 1998      | inedito         |
| 20 | The Bachelor Party                            |                 | 11 marzo 1998     | inedito         |
| 21 | The Sex Drug                                  |                 | 18 marzo 1998     | inedito         |
| 22 | What's Wrong with This Episode?               |                 | 1º aprile 1998    | inedito         |
| 23 | The Rebound                                   |                 | 8 aprile 1998     | inedito         |
| 24 | The Dating Consultant                         |                 | 22 aprile 1998    | inedito         |
| 25 | Drew's Cousin                                 |                 | 29 aprile 1998    | inedito         |
| 26 | From the Earth to the Moon                    |                 | 6 maggio 1998     | inedito         |
| 27 | The Wedding Dress                             |                 | 13 maggio 1998    | inedito         |
| 28 | My Best Friend's Wedding                      |                 | 20 maggio 1998    | inedito         |